# ماري إس. كولمان
ماري إس. كولمان (بالإنجليزية: Mary S. Coleman)‏ هي قاضية ومحامية أمريكية، ولدت في 1914، وتوفيت في 2001.